# Moses Nagamootoo

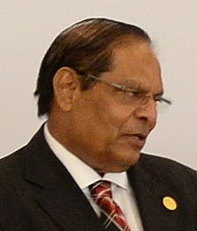
Moses Nagamootoo

Moses Nagamootoo (* 30. November 1947 in Whim, Britisch-Guayana) ist ein guyanischer Politiker.

## Leben
Seit 1992 war er für die People’s Progressive Party (PPP) Abgeordneter in der guyanischen Nationalversammlung. Er gehörte zur alten Garde der PPP, als er die Partei 2011 verließ und sich der Partei Alliance for Change (AFC) anschloss. Seit dem 20. Mai 2015 ist Nagamootoo als Nachfolger von Sam Hinds Premierminister von Guyana. Als Autor veröffentlichte er 2001 das Buch Hendree's Cure.